# شرايين مخططية
شرايين مخططية (بالإنجليزية: Striate arteries)‏‏ هو شريان يتفرعُ من شريان دماغي أوسط.